# دولت‌آباد (سپیدان)
دولت‌آباد روستایی در دهستان خفری بخش مرکزی شهرستان سپیدان استان فارس ایران است.

## جمعیت
بر پایه سرشماری عمومی نفوس و مسکن در سال ۱۳۹۵ جمعیت این روستا ۸۹ نفر (۳۵خانوار) بوده‌است.